# Sentier de grande randonnée de pays de Saint-Flour
Le sentier de grande randonnée de pays de Saint-Flour ou GRP de Saint-Flour est un itinéraire pédestre long d’environ 290 km, qui parcourt la région de Saint-Flour dans le département du Cantal.
Il est composé de trois boucles indépendantes.

## Itinéraire

### Boucle des Monts de la Margeride
Située à l'est de Saint-Flour, la pittoresque région montagneuse de la Margeride s'étend des rives de l'Alagnon au mont Lozère, entre les vallées de l'Allier et de la Truyère. La région compte une kyrielle de blocs de granit de taille remarquable ainsi que des villages comprenant des habitations traditionnelles constituées en pierre avec un toit en lauze.
Longue d'environ 110 km, la boucle des Monts de la Margeride se parcourt généralement en cinq jours.
| Numéro de l'étape | Lieu de départ       | Lieu d'arrivée       | Distance | Durée indicative |
| ----------------- | -------------------- | -------------------- | -------- | ---------------- |
| 1                 | Saint-Flour          | Coren                | 15 km    | 4 h              |
| 2                 | Coren                | Relais de Clavières  | 31 km    | 8 h              |
| 3                 | Relais de Clavières  | Paulhac-en-Margeride | 23 km    | 6 h              |
| 4                 | Paulhac-en-Margeride | Prat-Long            | 17 km    | 4 h              |
| 5                 | Prat-Long            | Saint-Flour          | 19 km    | 5 h              |

### Boucle du Tour de la Planèze
La Planèze de Saint-Flour est une région constituée de plateaux basaltiques formés par les coulées de lave, délimitée par les vallées de l'Alagnon, de la Truyère, du Lagnon et de l’Epi. Avec ses 87 km de long (ou 85 selon les sources), la boucle du Tour de la Planèze se parcourt en quatre ou cinq étapes journalières,.

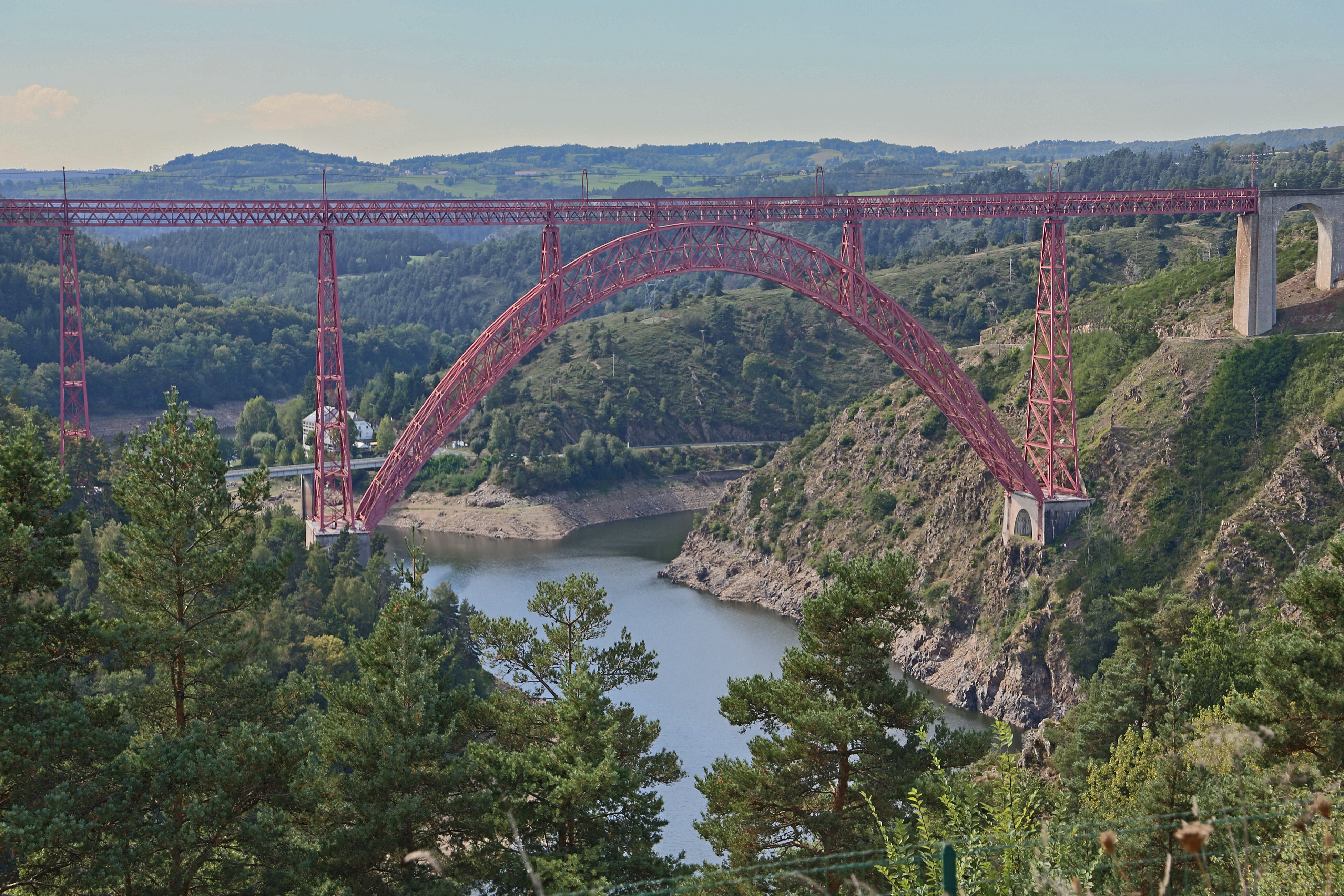
Viaduc de Garabit.

| Numéro de l'étape | Lieu de départ | Lieu d'arrivée | Distance | Durée indicative |
| ----------------- | -------------- | -------------- | -------- | ---------------- |
| 1                 | Saint-Flour    | Grandval       | 20 km    | 5 h              |
| 2                 | Grandval       | Neuvéglise     | 17 km    | 4 h              |
| 3                 | Neuvéglise     | Paulhac        | 16 km    | 4 h              |
| 4                 | Paulhac        | Valuéjols      | 16 km    | 4 h              |
| 5                 | Valuéjols      | Saint-Flour    | 20 km    | 5 h              |

### Boucle des gorges de la Truyère
D'une longueur de 102 km, la boucle des gorges de la Truyère serpente à travers les paysages typiques du Cantal. Depuis le chemin, il est possible de voir le viaduc de Garabit, œuvre de Gustave Eiffel, long de 564 m, ainsi que la ferme de Pierre Allègre datant du XIXe siècle et faisant partie de l’écomusée de Margeride. L'itinéraire s'effectue généralement sur cinq jours.